# Babiná (powiat Zwoleń)
Babiná – wieś (obec) na Słowacji położona w kraju bańskobystrzyckim, w powiecie Zwoleń. Pierwsze wzmianki o miejscowości pochodzą z roku 1254.
Według danych z dnia 31 grudnia 2012, wieś zamieszkiwało 527 osób, w tym 261 kobiet i 266 mężczyzn.
W 2001 roku rozkład populacji względem narodowości i przynależności etnicznej wyglądał następująco:
- Słowacy – 96,55%
- Czesi – 0,69%
- Romowie – 1,38%
- Węgrzy – 0,23%

Ze względu na wyznawaną religię struktura mieszkańców kształtowała się w 2001 roku następująco:
- Katolicy rzymscy – 31,03%
- Grekokatolicy – 0,23%
- Ewangelicy – 66,9%
- Ateiści – 0,46%
- Nie podano – 1,38%